# Benoît Tréluyer

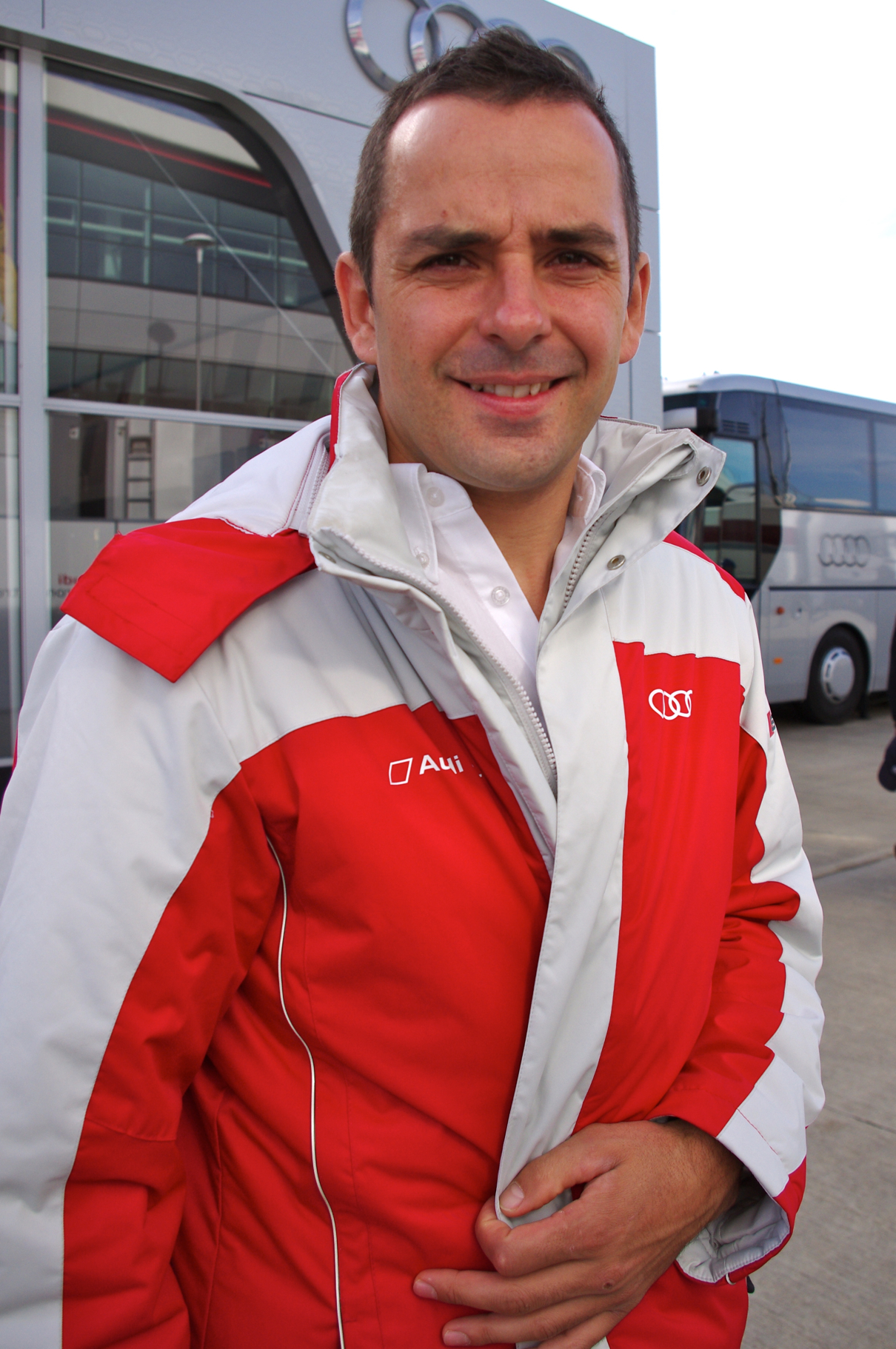
Benoit Treluyer 2013-ban

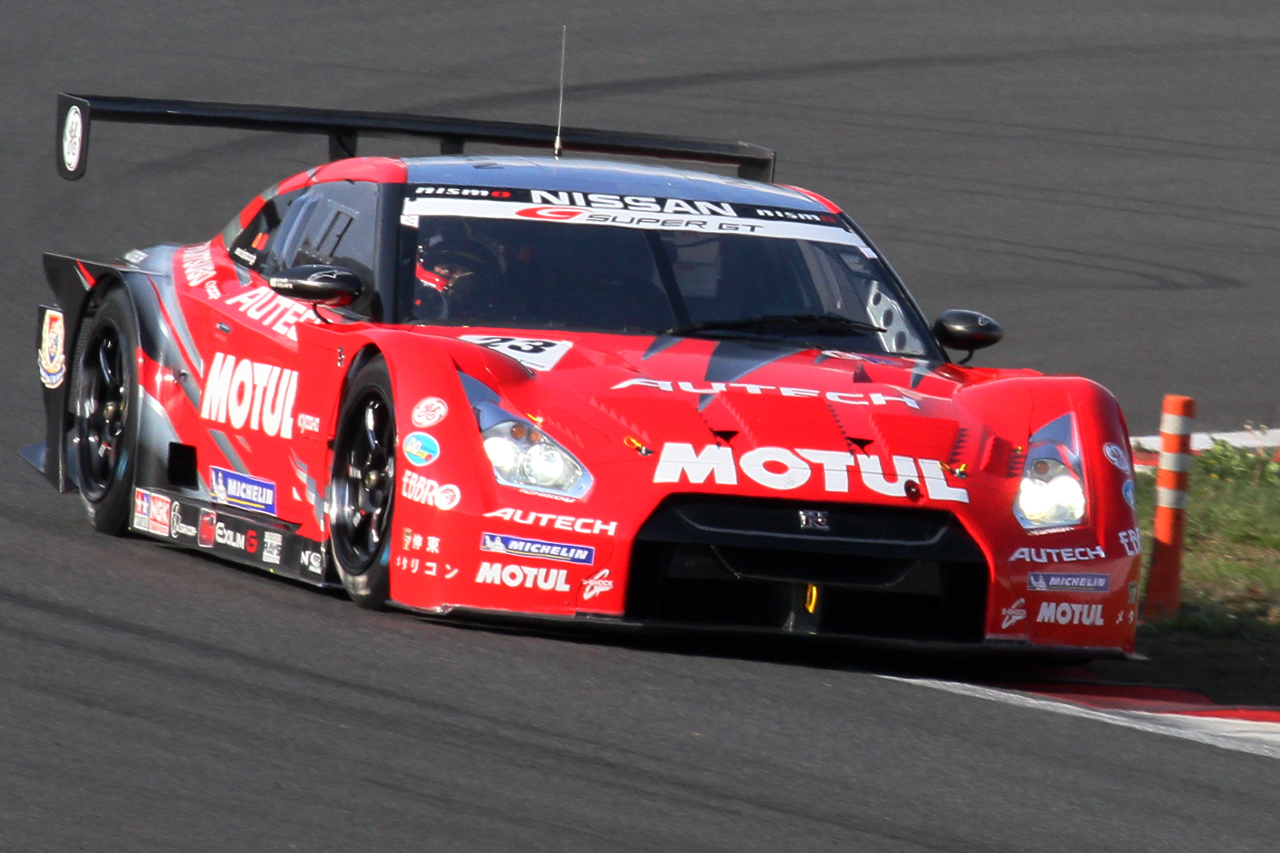
Tréluyer 2010-ben a japán túraautó bajnokság egy futamán

Benoît Tréluyer (Alençon, 1976. december 7. –) francia autóversenyző.

## Pályafutása
2001-ben a japán Formula–3-as bajnokság győztese volt, 2006-ban pedig megnyerte a Formula–Nippon bajnokságot. 2008-ban a japán Super GT sorozatban zárt az első helyen.
2002 óta tizenkét alkalommal állt rajthoz a Le Mans-i 24 órás autóversenyen. 2009 és 2016 között az Audi csapatával indult a viadalon. Háromszor nyerte meg a  a Le-Mans-i 24 órás versenyt, 2011-ben, 2012-ben és 2014-ben.

## Eredményei

### Le Mans-i 24 órás autóverseny
| Év   | Csapat                      | Csapattárs                              | Autó                    | Kategória | Kör | Összetett Helyezés | Kategória Helyezés |
| ---- | --------------------------- | --------------------------------------- | ----------------------- | --------- | --- | ------------------ | ------------------ |
| 2002 | Equipe de France FFSA Oreca | Jonathan Cochet Jean-Philippe Belloc    | Chrysler Viper GTS-R    | GTS       | 326 | 14.                | 3.                 |
| 2004 | Pescarolo Sport             | Soheil Ayari Érik Comas                 | Pescarolo C60-Judd      | LMP1      | 361 | 4.                 | 4.                 |
| 2007 | Pescarolo Sport             | Harold Primat Christophe Tinseau        | Pescarolo 01-Judd       | LMP1      | 325 | 13.                | 6.                 |
| 2008 | Pescarolo Sport             | Christophe Tinseau Harold Primat        | Pescarolo 01-Judd       | LMP1      | 362 | 7.                 | 7.                 |
| 2009 | Pescarolo Sport             | Simon Pagenaud Jean-Christophe Boullion | Peugeot 908 HDi FAP     | LMP1      | 210 | Kiesett            | Kiesett            |
| 2010 | Audi Sport Team Joest       | André Lotterer Marcel Fässler           | Audi R15 TDI plus       | LMP1      | 396 | 2.                 | 2.                 |
| 2011 | Audi Sport Team Joest       | André Lotterer Marcel Fässler           | Audi R18 TDI            | LMP1      | 355 | 1.                 | 1.                 |
| 2012 | Audi Sport Team Joest       | André Lotterer Marcel Fässler           | Audi R18 e-tron quattro | LMP1      | 378 | 1.                 | 1.                 |
| 2013 | Audi Sport Team Joest       | André Lotterer Marcel Fässler           | Audi R18 e-tron quattro | LMP1      | 338 | 5.                 | 5.                 |
| 2014 | Audi Sport Team Joest       | André Lotterer Marcel Fässler           | Audi R18 e-tron quattro | LMP1-H    | 379 | 1.                 | 1.                 |
| 2015 | Audi Sport Team Joest       | André Lotterer Marcel Fässler           | Audi R18 e-tron quattro | LMP1      | 393 | 3.                 | 3.                 |
| 2016 | Audi Sport Team Joest       | André Lotterer Marcel Fässler           | Audi R18                | LMP1      | 367 | 4.                 | 4.                 |

### Teljes FIA World Endurance Championship eredménysorozata
| Év   | Csapat                | Kategória | Autó                    | Motor                                   | 1      | 2     | 3     | 4     | 5      | 6      | 7      | 8     | 9     | Helyezés | Pont   |
| ---- | --------------------- | --------- | ----------------------- | --------------------------------------- | ------ | ----- | ----- | ----- | ------ | ------ | ------ | ----- | ----- | -------- | ------ |
| 2012 | Audi Sport Team Joest | LMP1      | Audi R18 e-tron quattro | Audi TDI 3.7L Turbo V6 (Hybrid Diesel)  | SEB 11 | SPA 2 | LMS 1 | SIL 1 | SÃO 2  | BHR 1  | FUJ 2  | SHA 3 |       | 1.       | 172.5  |
| 2013 | Audi Sport Team Joest | LMP1      | Audi R18 e-tron quattro | Audi TDI 3.7L Turbo V6 (Hybrid Diesel)  | SIL 2  | SPA 1 | LMS 5 | SÃO 1 | COA 3  | FUJ 14 | SHA 1  | BHR 2 |       | 2.       | 149.25 |
| 2014 | Audi Sport Team Joest | LMP1      | Audi R18 e-tron quattro | Audi TDI 4.0 L Turbo V6 (Hybrid Diesel) | SIL Ki | SPA 5 | LMS 1 | COA 1 | FUJ 6  | SHA 4  | BHR 4  | SÃO 5 |       | 2.       | 127    |
| 2015 | Audi Sport Team Joest | LMP1      | Audi R18 e-tron quattro | Audi TDI 4.0 L Turbo V6 (Hybrid Diesel) | SIL 1  | SPA 1 | LMS 3 | NÜR 3 | COA 2  | FUJ 3  | SHA 3  | BHR 2 |       | 2.       | 161    |
| 2016 | Audi Sport Team Joest | LMP1      | Audi R18                | Audi TDI 4.0 L Turbo Diesel V6(Hybrid)  | SIL EX | SPA 5 | LMS 4 | NÜR   | MEX WD | COA 6  | FUJ Ki | SHA 6 | BHR 2 | 6.       | 70     |